# Halacarus basteri
Halacarus basteri is een mijtensoort uit de familie van de Halacaridae.